# New Zealand Antarctic Place-Names Committee
Das New Zealand Antarctic Place-Names Committee (NZ-APC, deutsch: Neuseelands Komitee für antarktische Ortsnamen) ist eine 1956 gegründete Expertenkommission, die sich der Benennung geografischer Objekte in der Ross Dependency in Antarktika widmet. Das Gremium setzt sich aus Mitgliedern des New Zealand Geographic Board und weiteren ausgewählten Fachleuten zusammen, die in Abstimmung mit entsprechenden Komitees in Australien, dem Vereinigten Königreich und den Vereinigten Staaten arbeiten.